# テッド・ムーア
テッド・ムーア（Ted Moore, BSC、1914年8月7日 - 1987年月日不明）は、イギリスの撮影監督。南アフリカ連邦ハウテン州ベノニ（現・エクルレニ都市圏）出身。16歳の時にイギリスに渡る。
007シリーズ第1作『007 ドクター・ノオ』から第9作『007 黄金銃を持つ男』までの撮影を担当したことで知られる（第5作『007は二度死ぬ』と第6作『女王陛下の007』を除く）。
1966年の『わが命つきるとも』で第39回アカデミー撮影賞（カラー作品部門）と第21回英国アカデミー賞 撮影賞を受賞した。
英国撮影監督協会（British Society of Cinematographers (B.S.C.)）会員。

## 主なフィルモグラフィー
- 黄金の賞品 A Prize of Gold (1955)
- 生き残った二人 The Cockleshell Heroes (1955)
- オドンゴ Odongo (1956)
- 熱砂の舞 Zarak (1956)
- 旅券（パスポート）八二四一の女 Interpol (1957)
- 朝やけ雲 High Flight (1957)
- 今は死ぬ時でない No Time to Die (1958)
- 悪党カシム The Bandit of Zhobe (1959)
- キリマンジャロの決斗 Killers of Kilimanjaro (1959)
- ならず者一家 The Hellions (1961)
- 007 ドクター・ノオ Dr.No (1962)
- 暗殺5時12分 Nine Hours to Rama (1963)
- 腰抜けアフリカ博士 Call Me Bwana (1963)
- 人類SOS! The Day of the Triffids (1963)
- 007 ロシアより愛をこめて From Russia with Love (1963)
- 007 ゴールドフィンガー Goldfinger (1964)
- モール・フランダースの愛の冒険 The Amorous Adventures of Moll Flanders (1965)
- 007 サンダーボール作戦 Thunderball (1965)
- わが命つきるとも A Man for All Seasons (1966)
- サハリ! The Last Safari (1967)
- 天使のいたずら Prudence and the Pill (1968)
- シャラコ Shalako (1968)
- ミス・ブロディの青春 The Prime of Miss Jean Brodie (1969)
- 0（ゼロ）の決死圏 The Chairman (1969) クレジットなし
- 007 ダイヤモンドは永遠に Diamonds Are Forever (1971)
- サイコマニア Psychomania (1973)
- 007 死ぬのは奴らだ Live And Let Die (1973)
- シンドバッド黄金の航海 The Golden Voyage of Sinbad (1973)
- 007 黄金銃を持つ男 The Man with the Golden Gun (1974)
- シンドバッド虎の目大冒険 Sinbad and the Eye of the Tiger (1977)
- オルカ Orca (1977)
- ドミニク Dominique (1979)
- 火星年代記 The Martian Chronicles (1979) テレビミニシリーズ、3話分
- タイタンの戦い Clash of the Titans (1981)